# Dilar macleodi
Dilar macleodi är en insektsart som beskrevs av Oswald och Schiff 2001. Dilar macleodi ingår i släktet Dilar och familjen Dilaridae. Inga underarter finns listade i Catalogue of Life.